# Thomas Oliver Newnham

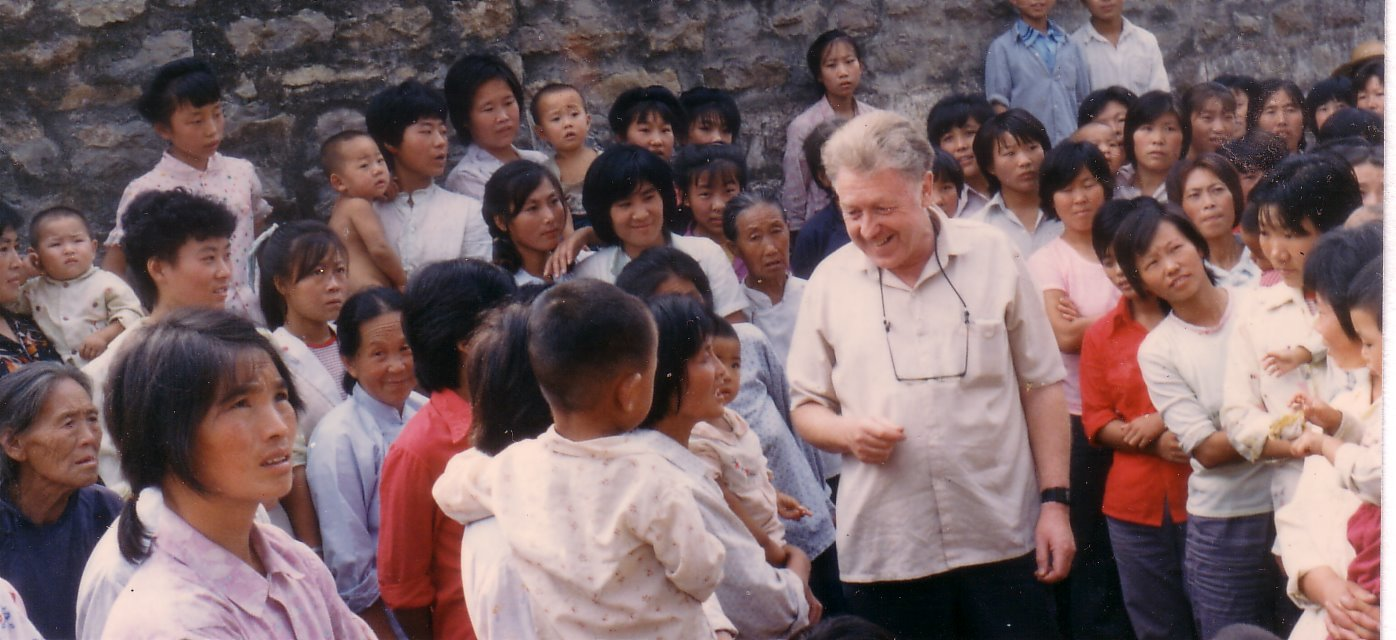
1989 Tom Newnham Kathleen Hall’s village China

Thomas (Tom) Oliver Newnham (* 20. November 1926 in Auckland; † 15. Dezember 2010 in Epsom) war ein neuseeländischer Lehrer und politischer Aktivist. Er wurde bekannt als Widerstandskämpfer gegen die Apartheid in Südafrika und als Anführer einer Protestbewegung gegen die Neuseelandtour der südafrikanischen Rugby-Nationalmannschaft 1960. Er war federführend in der neuseeländischen Anti-Apartheid-Bewegung.

## Leben
Newnham war verheiratet und hatte zwei Kinder. Er starb am 15. Dezember 2010 im Elizabeth Knox Krankenhaus in Epsom.

## Leistungen

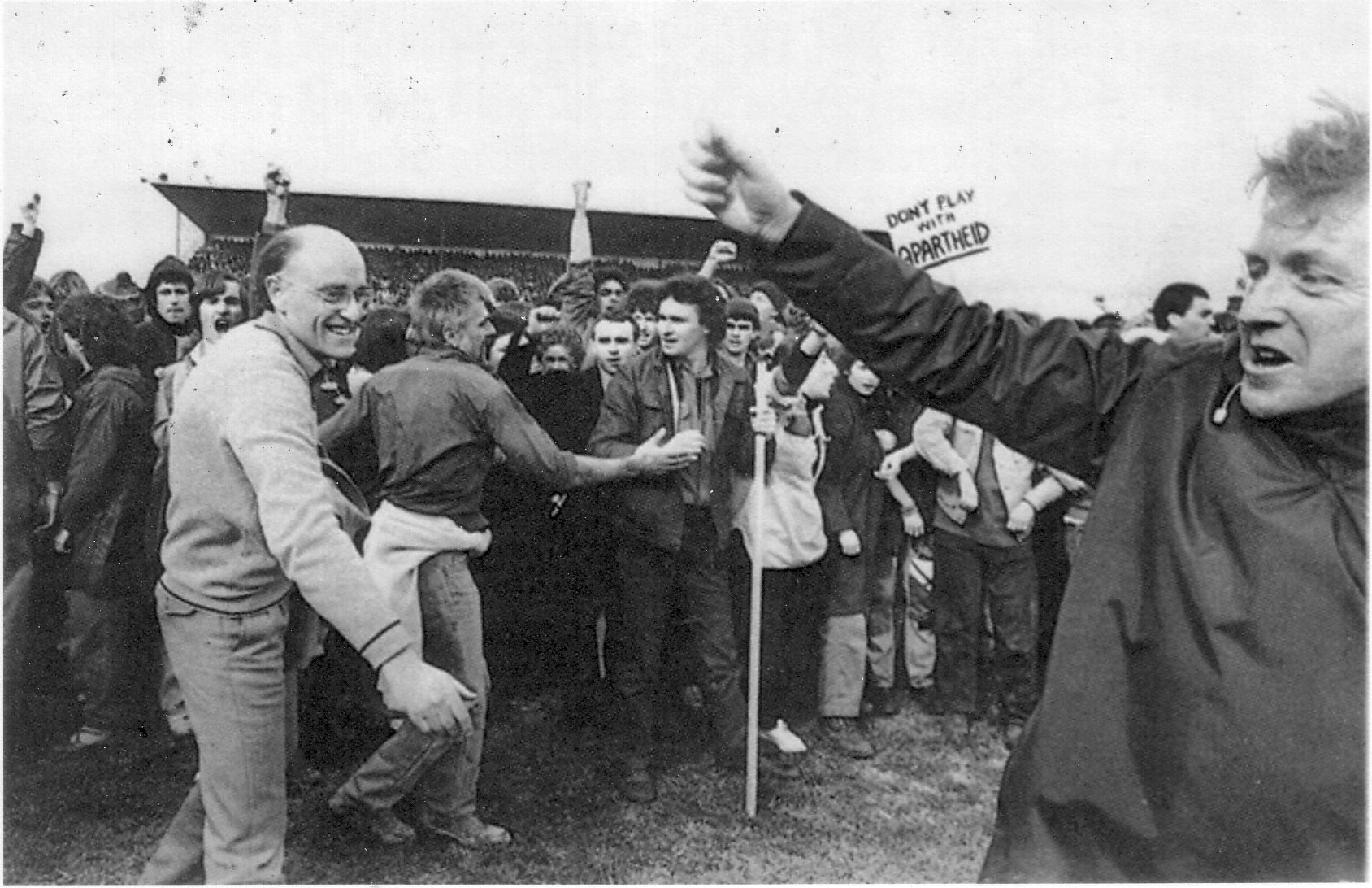
1981 Protest gegen die Springboks in Hamilton (Neuseeland), rechts Tom Newnham

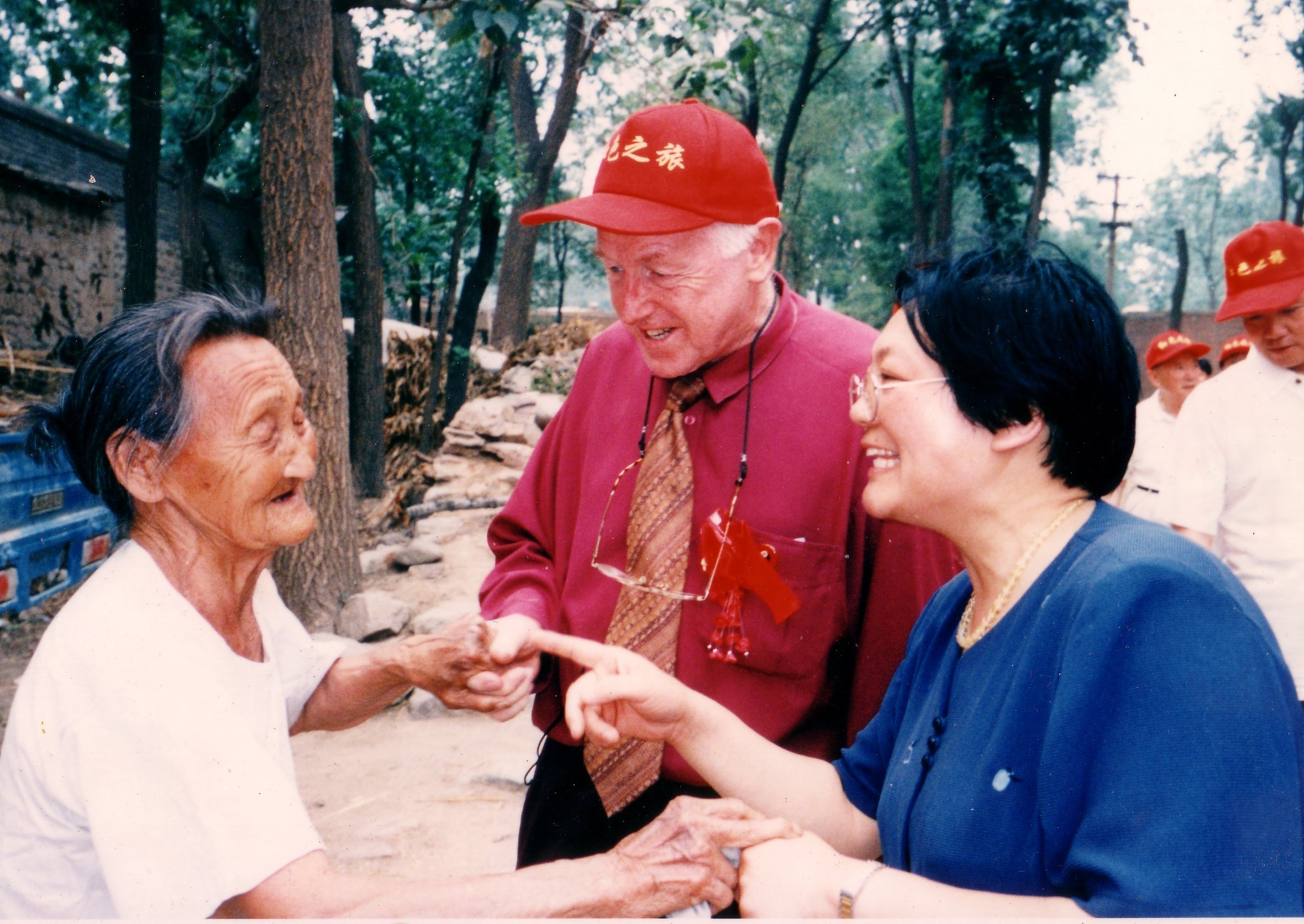
2000 Tom Newnham bei einer Gedenkveranstaltung für Kathleen Hall in Baoding China

Newnham kämpfte als Gründer und Nationalsekretär von Citizens Association for Racial Equality (CARE) gegen die Apartheid in Südafrika. 1981 gehörten er zu den Organisatoren der Protestbewegung gegen die Tour der südafrikanischen Rugby-Union-Nationalmannschaft durch Neuseeland.
Newnham spielte auch eine wichtige Rolle in der Friedens-Squadron, eine Flottille von rund 2000 Booten – Yachten, Motorboote und Kajaks – die den Hafen von Auckland blockierten, um das Einlaufen atomgetriebener und bewaffneter Kriegsschiffe zu verhindern. Seitdem ist Neuseeland atomwaffenfreie Zone. Newnham setzte sich auch für die Rechte der Maori in Neuseeland ein und wirkte gestaltend in der Neuseeländisch-Chinesischen Freundschaftsgesellschaft (New Zealand China Friendship Society).
Tom Newnham sprach chinesisch (Mandarin, Kantonesisch) und lehrte unter anderem an der Rewi Alley School im chinesischen Shandan. 2003 erschien die zweite Auflage seines Buches: „Dr. Bethune's Angel: The Life of Kathleen Hall“ über eine neuseeländische Krankenschwester, die zeitweise in China den kanadischen Arzt Norman Bethune unterstützte.
Nach Tom Newnhams Tod im Jahr 2010 würdigten ihn Medien in Neuseeland, Südafrika und China für seinen Kampf gegen Rassismus jeglicher Art.
2023 wurde er posthum mit dem südafrikanischen Order of the Companions of O. R. Tambo geehrt.

## Auszeichnungen
- 1988: Queen’s Service Order[3]
- 2023: Order of the Companions of O. R. Tambo[4]

## Werke
- By batons and barbed wire. Graphic Publications, 1983. ISBN 978-0-473-00112-4
- Dr. Bethune's Angel: The Life of Kathleen Hall. Foreign Language Press, Beijing, 2004. ISBN 978-7-119-03538-3
- Dr. Bethune's Angel: The Life of Kathleen Hall. Graphic Publications, Auckland, 2002. ISBN 0-9597819-9-4
- He Ming Qing: Kathleen Hall. New World Press, 1992. ISBN 978-0-9597819-3-9
- Apartheid is not a game: the inside story of New Zealand's struggle against apartheid sport.Graphic Publications, 1975
- Interesting times: a Kiwi chronicle.Graphic Publications, 2003.
- Lake village in Cambodia.Longmans, 1965.
- Asia: the monsoon lands.Whitcombe and Tombs, 1973
- Rewi: The Story of Rewi Alley.Graphic Publications, 1997. ISBN 978-0-473-04694-1
- 1840-1990: A Long White Cloud: 19 Maori and Non-Maori Authors.Graphic Publications, 2000. ISBN 978-0-9597819-5-3
- Peace Squadron: The Sharp Edge of Nuclear Protest in New Zealand. Graphic Publications, 1985. ISBN 978-0-9597819-0-8
- Shandan on the Old Silk Road. Graphic Publications, 2001. ISBN 978-0-9597819-7-7
- A Walk around My Fathers. Graphic Publications, 2000. ISBN 978-0-9597819-5-3